# Comissão Nacional de Atividades Espaciais
A Comissão Nacional de Atividades Espaciais (CNAE), foi a primeira instituição brasileira criada com o fim específico de tratar de assuntos relacionados à pesquisa espacial. 

## Histórico

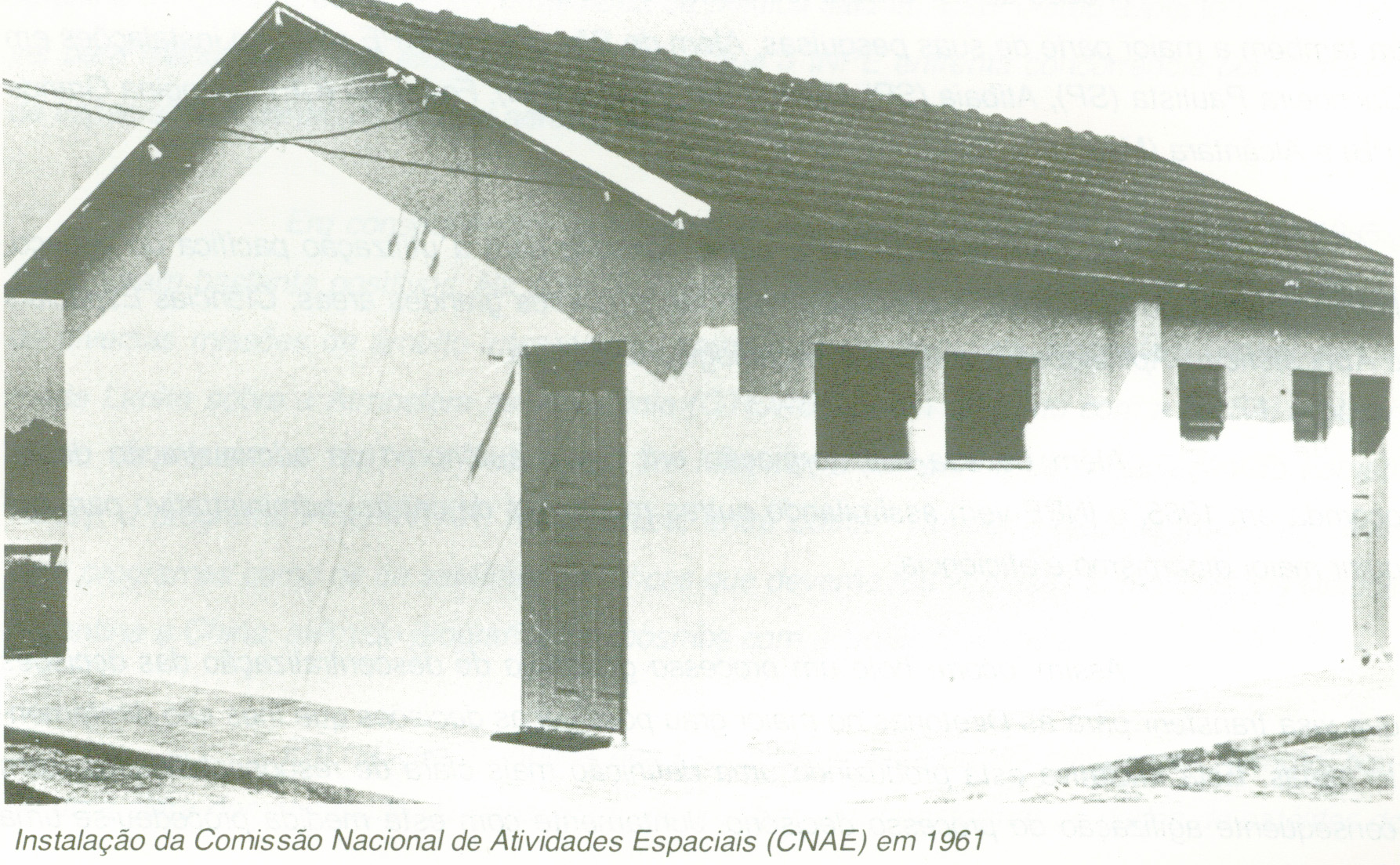
Instalação do CNAE em 1961.

Ainda sob o impacto do primeiro voo orbital de um ser humano ocorrido em 12 de abril de 1961, o protagonista desta histórica realização, o astronauta Yuri Gagarin, visitou São Paulo, Rio de Janeiro e Brasília, entre os dias 29 de julho e 5 de agosto daquele mesmo ano. Durante a sua visita a Brasília, ele se encontrou com o Presidente Jânio Quadros e foi por ele condecorado com a Ordem do Cruzeiro do Sul.
Durante esse encontro em 3 de agosto de 1961, o presidente Jânio Quadros também assinou o decreto Nº 51.133, que criava o Grupo de Organização da Comissão Nacional de Atividades Espaciais (GOCNAE), fazendo do Brasil um dos primeiros países em desenvolvimento a investir em atividades espaciais, uma demonstração de interesse do Estado na criação de um mecanismo de coordenação da política setorial desta área.
Ao GOCNAE, presidido por Aldo Vieira da Rosa, ex-presidente do Conselho Nacional de Desenvolvimento Científico e Tecnológico (CNPq), foi dada a função de estudar e propor sobre a Política Espacial Brasileira e demais elementos de estruturação e pesquisa que integrassem Atividades Espaciais. Foi sua função também, elaborar o plano de criação da Comissão Nacional de Atividades Espaciais.
Em 1963, o GOCNAE torna-se a Comissão Nacional de Atividades Espaciais (CNAE), sediada em São José dos Campos, e vinculada à Presidência da República.

## Legado
Mais de uma década depois de sua criação, em 22 de abril de 1971, a Comissão Nacional de Atividades Espaciais foi extinta, dando lugar ao atual Instituto Nacional de Pesquisas Espaciais (INPE).
Em 10 de fevereiro de 1994, foi criada a Agência Espacial Brasileira (AEB), uma autarquia do governo brasileiro de natureza civil, vinculada ao Ministério da Ciência e Tecnologia (MCT), que ficou responsável por toda a coordenação das atividades espaciais brasileiras desde então.